# Comuna de Opinogóra Górna
Opinogóra Górna (polaco: Gmina Opinogóra Górna) é uma gminy (comuna) na Polónia, na voivodia de Mazóvia e no condado de Ciechanowski. A sede do condado é a cidade de Opinogóra Górna.
De acordo com os censos de 2004, a comuna tem 5986 habitantes, com uma densidade 42,8 hab/km².

## Área
Estende-se por uma área de 139,76 km², incluindo:
- área agricola: 91%
- área florestal: 3%

## Demografia
Dados de 30 de Junho 2004:
|                      | Total   | Total | Mulheres | Mulheres | Homens  | Homens |
| -------------------- | ------- | ----- | -------- | -------- | ------- | ------ |
|                      | pessoas | %     | pessoas  | %        | pessoas | %      |
| População            | 5986    | 100   | 2927     | 48,9     | 3059    | 51,1   |
| Densidade (pop./km²) | 42,8    | 100   | 20,9     | 20,9     | 21,9    | 21,9   |

De acordo com dados de 2002, o rendimento médio per capita ascendia a 1529,34 zł.

## Subdivisões
- Bacze, Bogucin, Chrzanowo, Chrzanówek, Czernice, Długołęka, Dzbonie, Elżbiecin, Goździe, Janowięta, Kąty, Kobylin, Kołaczków, Kołaki-Budzyno, Kołaki-Kwasy, Kotermań, Łaguny, Łęki, Opinogóra Dolna, Opinogóra Górna, Opinogóra-Kolonia, Pajewo-Króle, Pałuki, Pokojewo, Pomorze, Przedwojewo, Przytoka, Rąbież, Rembowo, Rembówko, Sosnowo, Wierzbowo, Wilkowo, Władysławowo, Wola Wierzbowska, Wólka Łanięcka, Załuże-Imbrzyki, Załuże-Patory, Zygmuntowo.

## Comunas vizinhas
- Ciechanów, Ciechanów, Czernice Borowe, Gołymin-Ośrodek, Krasne, Regimin